# Шурани
Шурани (словац. Šurany) — місто, громада округу Нове Замки, Нітранський край. Кадастрова площа громади — 59.81 км².
Населення 9659 осіб (станом на 31 грудня 2019 року).

## Історія
Шурани згадуються 1138 року.

## Населення
| Рік:            | 1994.  | 2004.   | 2014.   | 2024.   |
| --------------- | ------ | ------- | ------- | ------- |
| Кількість осіб: | 10 504 | 10 426  | 10 055  | 9103    |
| Різниця:        |        | -0,74 % | -3,55 % | -9,46 % |

| Рік:            | 2023. | 2024.   |
| --------------- | ----- | ------- |
| Кількість осіб: | 9238  | 9103    |
| Різниця:        |       | -1,46 % |